# Indisk film

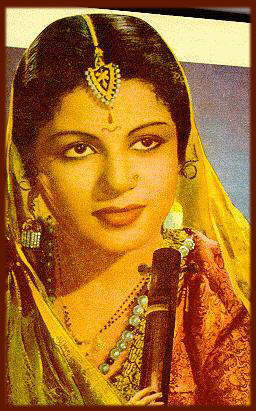
MS Subbulakshmi i filmen Meera 1944

Indisk film är den kvantitativt ledande i världen. 2006 gjordes 1 091 spelfilmer i landet. Från 1950-talet till 1990-talet gjorde den indiska filmindustrin stora vinster, något som förändrats under de senaste åren till följd av ökat TV-tittande i Indien, fler utländska filmer och ökande piratkopiering av film.
Många språk talas runt om i Indien, vilket avspeglar sig även i de filmer som görs. Vart och ett av de stora indiska språken har egna filmcentra: Det gäller hindi, bengali, tamil, telugu, malayalam och kannada. Hindifilmerna görs i Bombay vars filmstudios ofta med ett kollektivt namn benämns Bollywood. Liknande språklekar görs med den tamilska filmen Kollywood, av Kodambakkamdistriktet i Chennai och telugufilmen Tollywood. Tollygunge kallas bengalifilmen, eftersom dessa filmer länge gjordes i Tollygungedistriktet i Kolkata. Det är för övrigt vid bengalifilmen som regissören Satyajit Ray börjat sin karriär.
Bollywood är störst ifråga om antalet filmer och intäkterna från biljettförsäljning, eftersom hindi är det mest talade språket i Indien. De största kommersiella möjligheterna tenderar alltså att finnas i Bombay, inte minst sedan vinstmarginalerna minskat, som framgår ovan, och många ledande personligheter i andra filmcentra har därför flyttat sin verksamhet till Bollywood. Ett exempel på detta är A.R. Rahman, regissör av många musikalfilmer i Kollywood. Exempel på andra band mellan de olika filmcentra är att en film som gjorts i Bollywood sedan görs på ett annat språk, till exempel Padosan och Roja som först gjordes på hindi, sedan på bengali respektive tamil.